# Кухня Древнего Египта

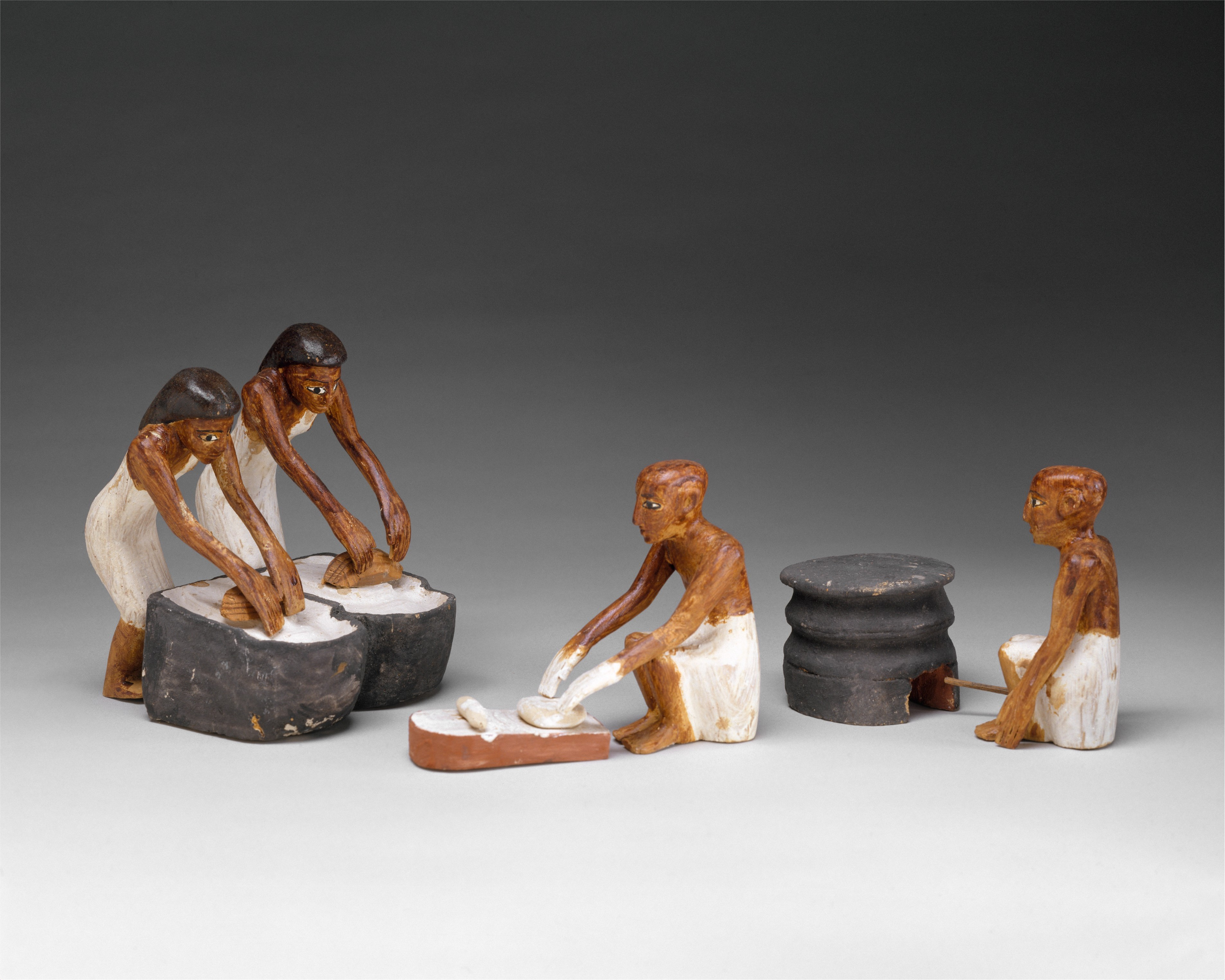
Пекари и пивовары, модель из гробницы Мекетре, ок. 1981—1975 годы до н. э., XII династия. Метрополитен-музей

Кухня Древнего Египта, изменяясь на протяжении трёх тысяч лет, сохранила неизменными многие особенности вплоть до эллинистического периода. Основными повседневными продуктами для египтян любых классов оставались хлеб и пиво, дополняемые зелёным луком и другими овощами. Меньшую долю в рационе занимали рыба, дичь и другое мясо.

## Продукты питания

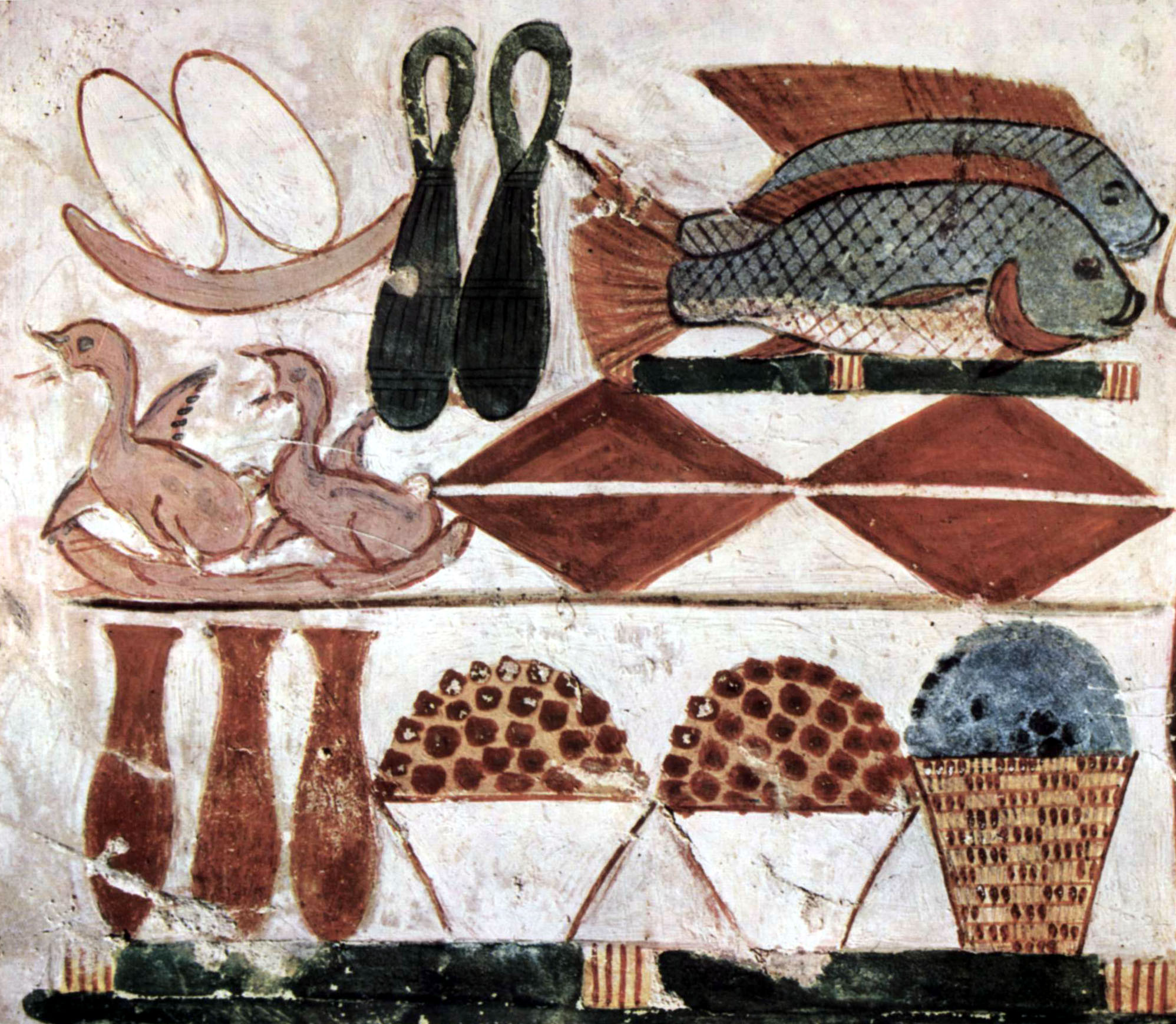
Продовольственные запасы. Изображение из гробницы Менны, 1422—1411 годы до н. э.

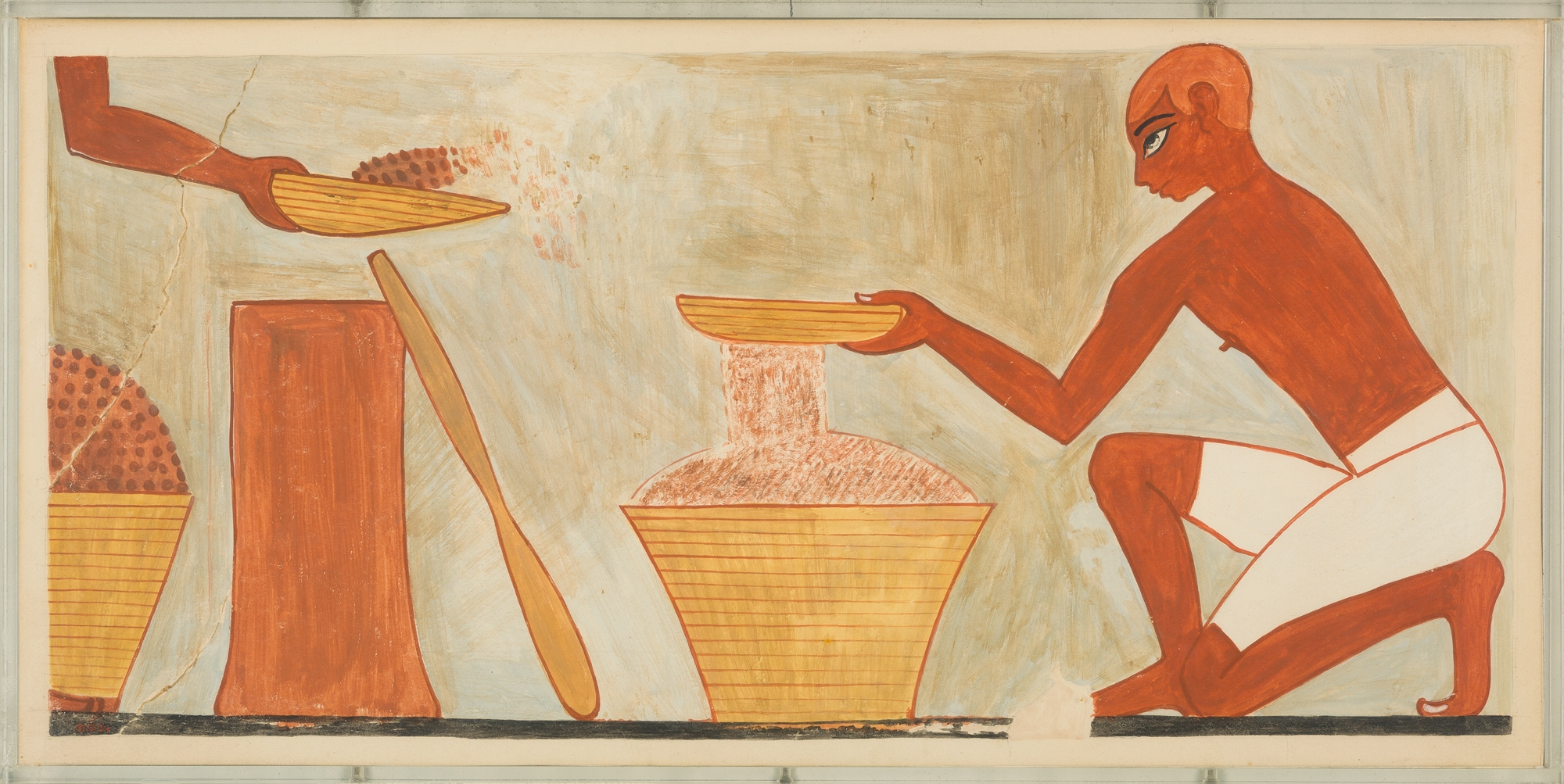
Просеивание муки. Роспись гробницы Рехмира, 1480 год до н. э. Метрополитен-музей

Основой рациона в древнем Египте был хлеб из ячменя, полбы или пшеницы. Существовало множество разновидностей хлебов и булочек, отличавшихся мукой, формой, степенью пропечённости и добавками в тесто, для чего употреблялись мёд, молоко, фрукты, яйца, жир, оливковое масло. В наше время известно до пятнадцати слов, применявшихся в эпоху Древнего царства для обозначения разных видов хлебобулочных изделий.
Были известны молочные продукты (сливки, масло, творог). В качестве подсластителей для напитков и кушаний египтяне пользовались мёдом (byt, бейет) или плодами рожкового дерева.

### Мясо и рыба

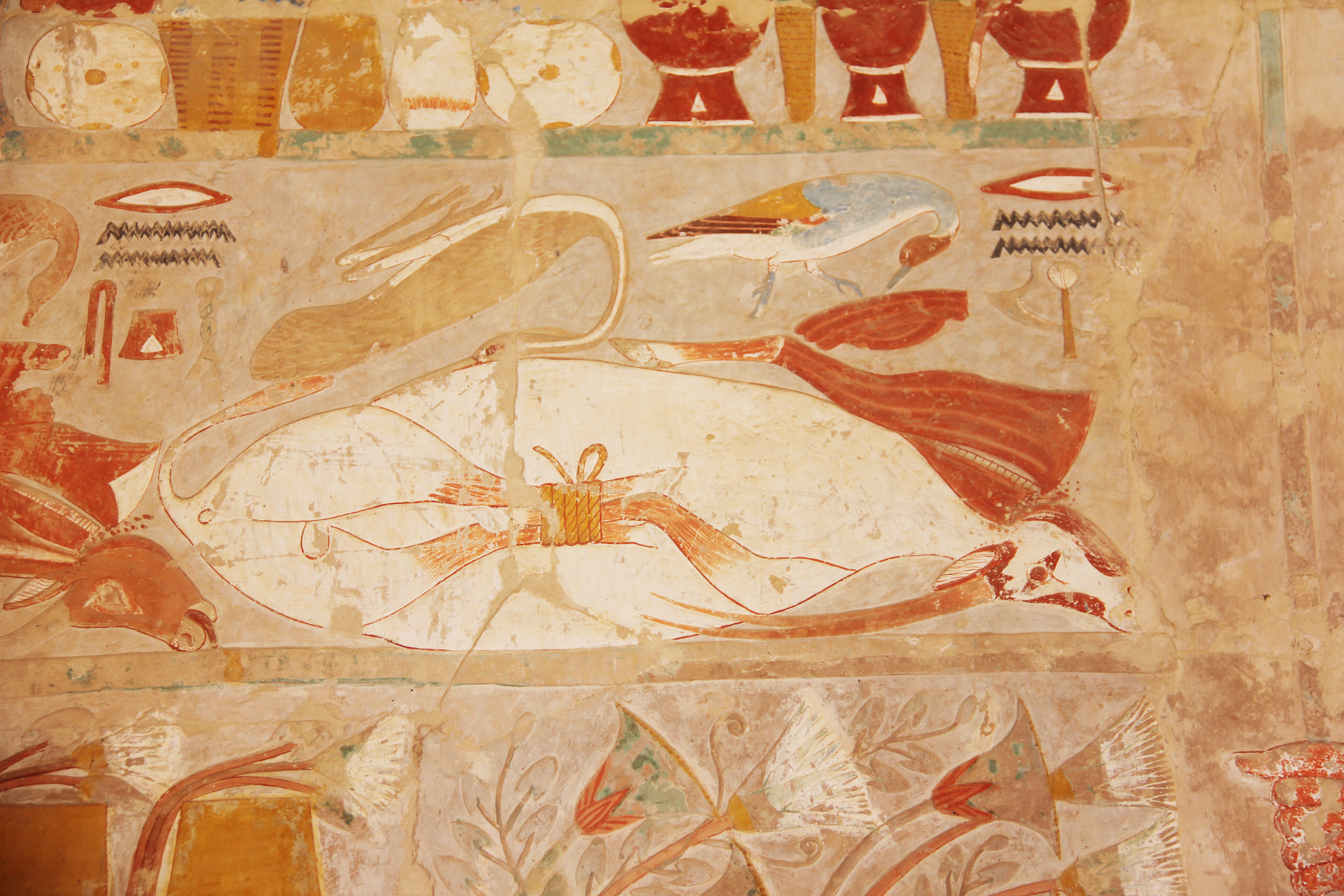
Бычья туша. Роспись гробницы Хатшепсут, XV век до н. э.

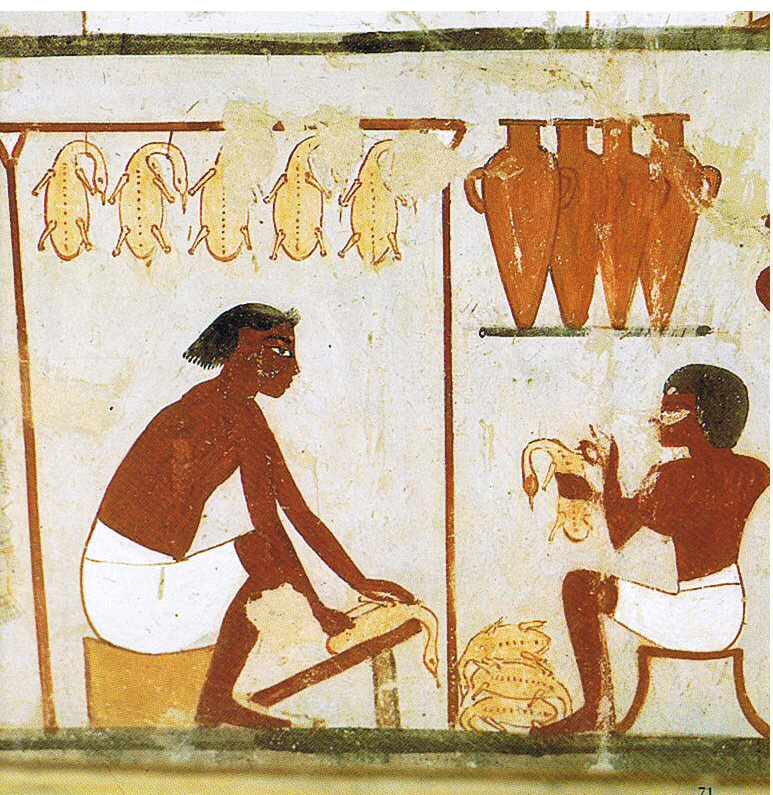
Копчение птицы. Роспись гробницы Нахта (TT52), XV век до н. э. Метрополитен-музей

Во времена Позднего царства, по свидетельству Геродота, египтяне ели рыбу (AbDw, абду), вяленую на солнце или засоленную. Из птиц употребляли в пищу в солёном виде перепёлок, уток и мелких птичек вроде бекасов. Птицу и рыбу, кроме почитаемых священными, ели также жареной или варёной:Книга II, 77.
Сохранившиеся изображения и тексты в общем подтверждают эти сведения и для времён Нового царства.
В гробницах Нового царства распространены изображения боен и стад животных, предназначенных на убой, чаще всего встречаются изображения быков (wSb, усеб). К этому времени утрачивает значение такой источник мяса, как дичь (газели, антилопы), охота на которую давала значительную долю мяса во времена Древнего царства. Нет надёжных свидетельств употребления египтянами в пищу козлятины или баранины, хотя этих животных разводили даже в Верхнем Египте. Свиней, хотя и разводили, в пищу употреблять было запрещено, так как свинья считалась животным бога Сета. Хотя крокодил и бегемот также считались священными животными, в некоторых регионах они всё же употреблялись в пищу, например, согласно Геродоту, в Элефантине:II, 69.

### Овощи и фрукты
В рационе древних египтян присутствовали горох, бобы и нут, огурцы, в больших количествах выращивался салат-латук. «Он не ест здесь у меня никаких овощей, кроме латука», — сообщает садовник бога Сета богине Исиде в притче «Тяжба Гора и Сета». Особо выделялись из прочих «продуктов года» лук и лук-порей, ценился также и чеснок. Были распространены дыни и арбузы. 

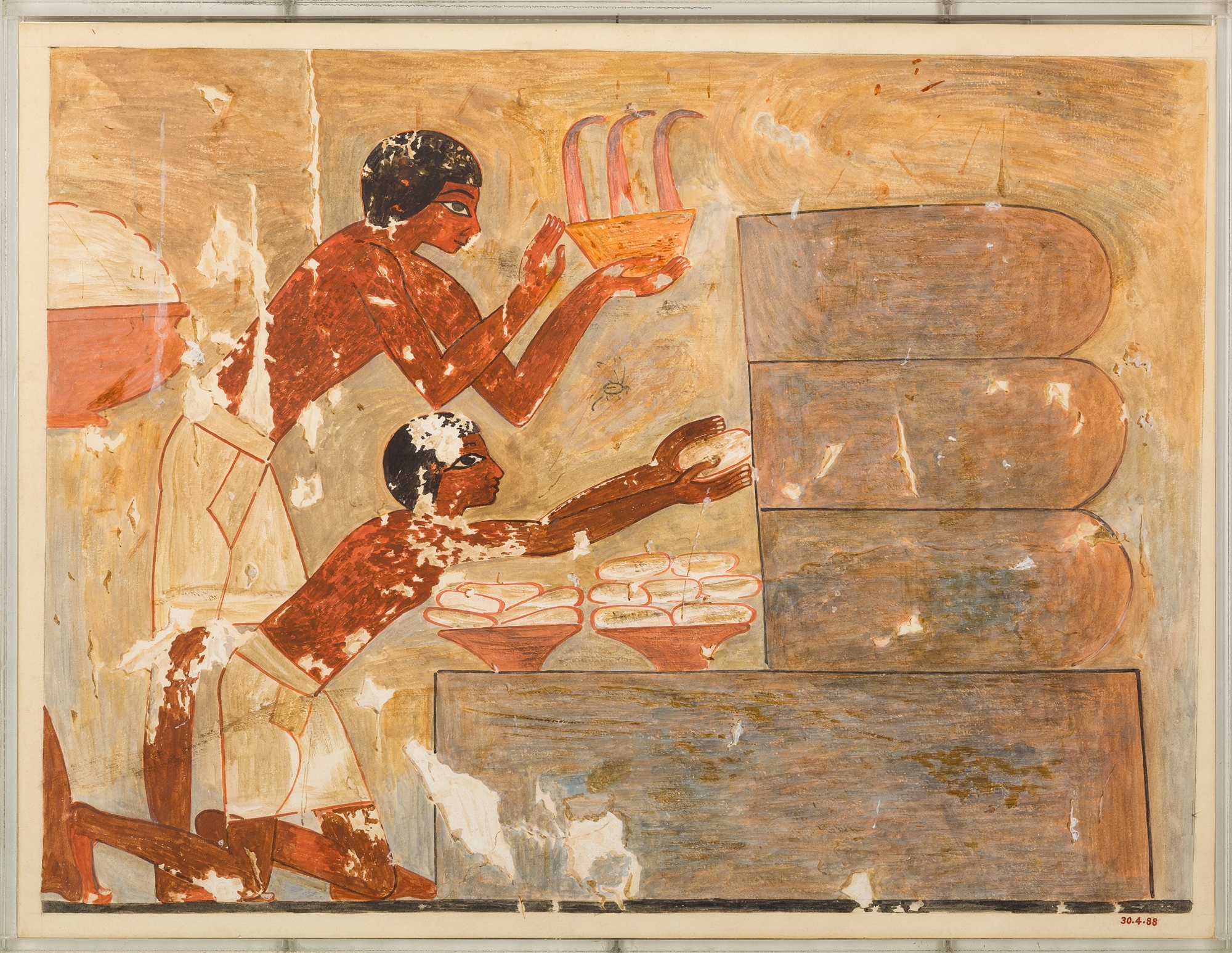
Сбор мёда. Роспись гробницы Рехмира, 1479 год до н. э. Метрополитен-музей

Летом к рациону добавлялись виноград, фиги, финики и плоды сикомора. Выращиваемые в египетских садах по крайней мере со времён гиксосов гранатовые, оливковые деревья и яблони давали богатые урожаи. Были известны, но редки и доступны немногим, кокосовые орехи. Употреблялись также плоды мимозы, баланитеса египетского и некоторых других до сих пор не идентифицированных деревьев.
Бедняки жевали сердцевину стеблей папируса и корневища некоторых других водяных растений, а также семена лотоса (nHbt, нхебет). Географ Страбон объяснял многодетность египтян тем, что вследствие дешевизны продуктов питания детей очень легко прокормить.

## Напитки

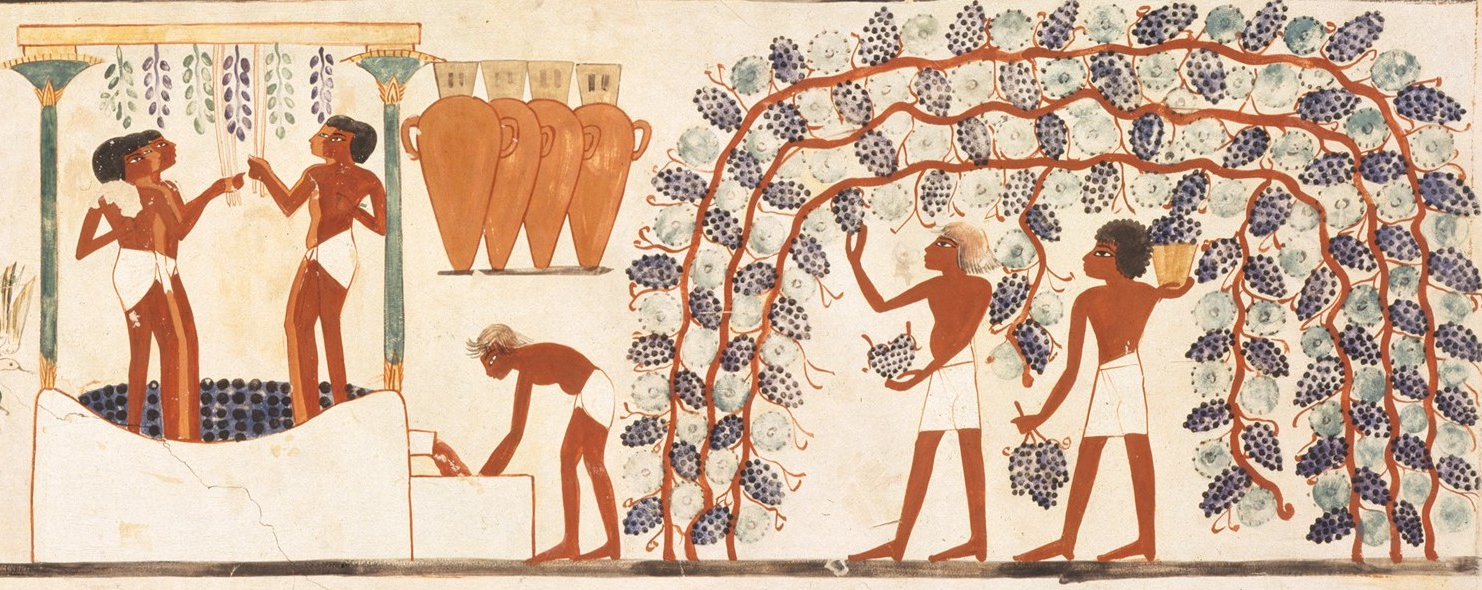
Сбор винограда. Роспись гробницы Нахта, XV век до н. э. Метрополитен-музей

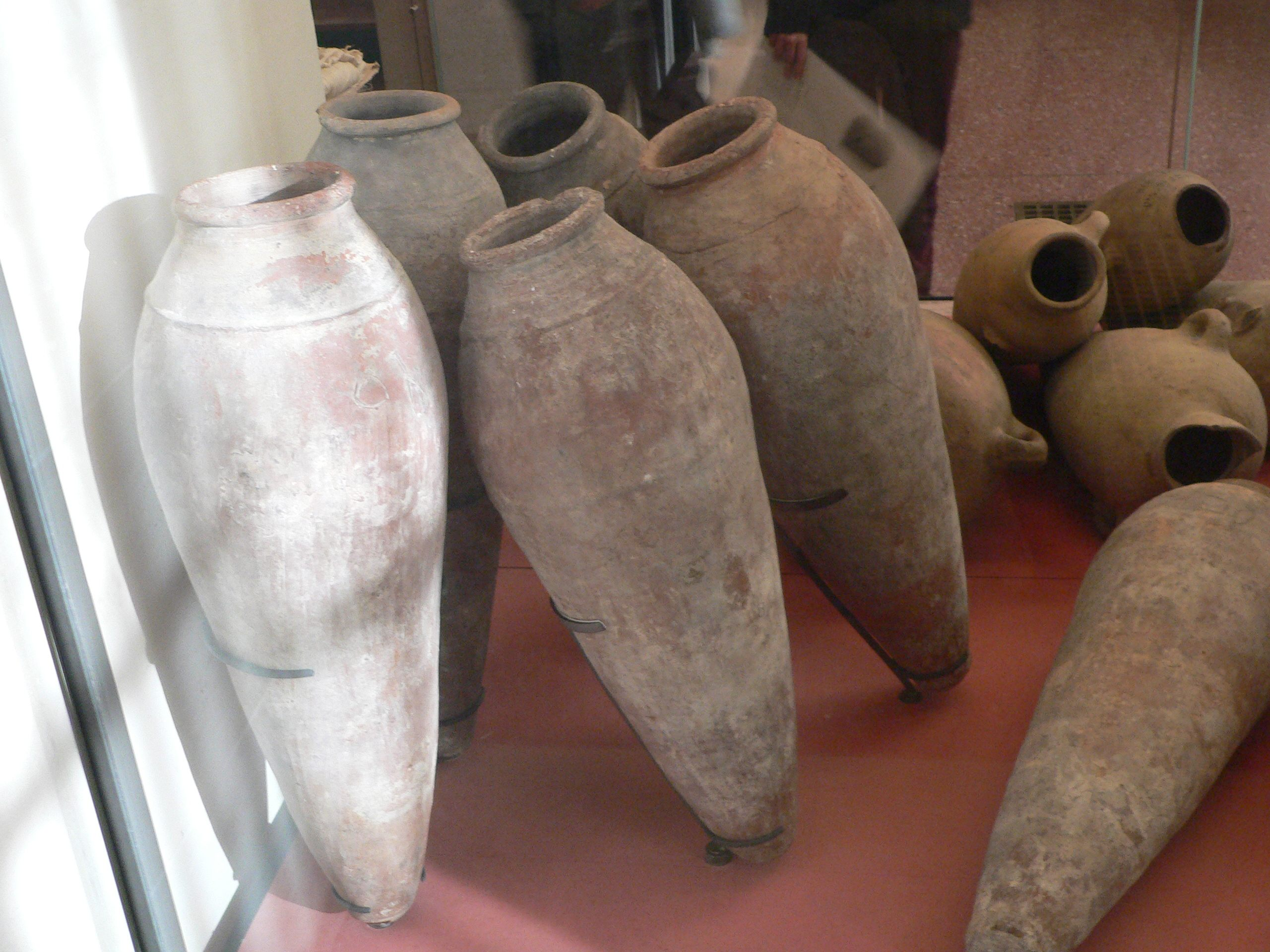
Древнеегипетские амфоры для вина, найденные возле Абидоса

Высоко ценилось молоко (yAtt, йатет), которое хранили в глиняных сосудах с «пробкой» из пучка травы.
Основным алкогольным напитком египтян было пиво. Его потребляли не только в домах и местах общественного питания, но и в поле.
Египетское пиво (Hnqt, хенкет) делали из ячменя или из пшеницы и фиников. Пивовары использовали формы, похожие на большие формы для выпечки хлеба, корзины и набор глиняных кувшинов и тазов. Для начала выпекали хлеб из особого теста, которое называлось уаджет («свежее»). Хлеб, предназначенный для изготовления пива, в середине должен был остаться сырым. Затем недопечённый хлеб крошили в большой таз и заливали сладким финиковым соком, перемешивали и фильтровали. Когда смесь начинала бродить, её разливали по кувшинам, и запечатывали их гипсом. Пиво пили из кружек вместимостью от одного до двух литров, из каменных, фаянсовых или металлических чаш. Горькое пиво, которое делали нубийцы примерно таким же способом, сохранялось недолго. Традиционно умершему фараону обещали хлебы, которые не зачерствеют, и пиво, которое не закиснет.
Пили египтяне и вино. В храме фараона Рамсеса II было найдено большое количество разбитых винных кувшинов, с чернильными иератическими надписями, которые указывали происхождение вина и его дополнительные характеристики, «хорошее вино восьмого раза», «вино третьего раза», «сладкое вино». Почти все виноградники того времени находились в восточной части дельты Нила (Геродот писал об отсутствии в Египте виноградной лозы, поэтому считал, что египтяне делают вино из ячменя:II, 77).

## Древнеегипетский пир

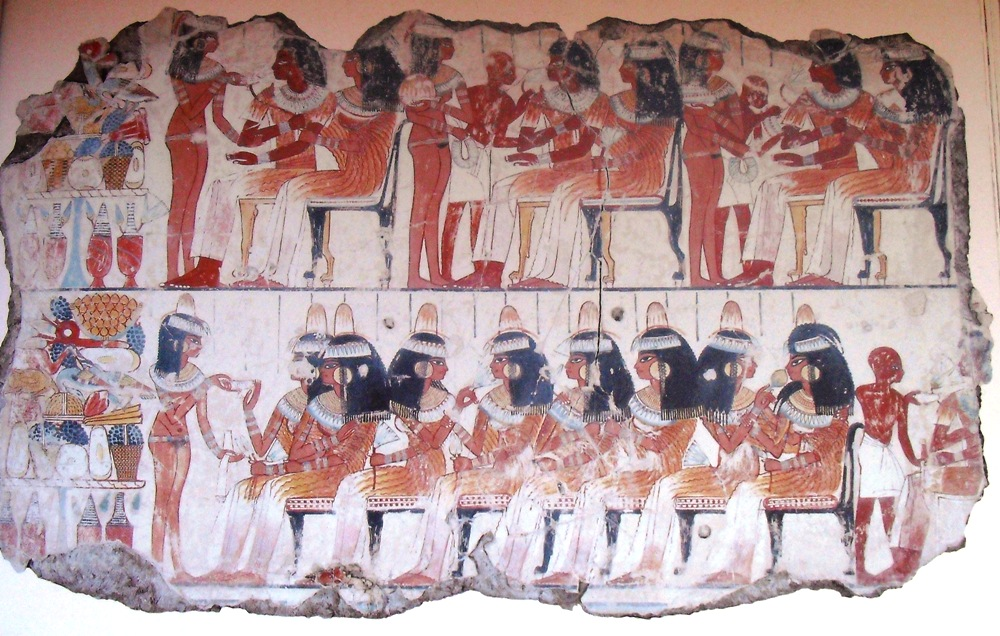
Пир. Фрагмент фрески из гробницы Небамона в Фивах, XIV век до н. э. Британский музей

Во времена Позднего царства, по свидетельству Геродота, на пиршествах у богатых египтян после угощения один человек обносил кругом деревянное изображение покойника, лежащего в гробу. Изображение представляло собой расписную фигуру величиной в один или два локтя с чертами покойника. Каждому сотрапезнику показывали эту фигуру со словами «смотри на него, пей и наслаждайся жизнью. После смерти ведь ты будешь таким!»